# Davide Formisano
Davide Formisano (Milano, 20 ottobre 1974) è un flautista italiano.

## Biografia
È stato allievo di Carlo Tabarelli al Conservatorio Giuseppe Verdi di Milano dove si è diplomato con il massimo dei voti.
A sedici anni ha iniziato la sua prima collaborazione presso il Teatro alla Scala, come primo flauto, secondo flauto e ottavino.
Dopo aver vinto numerosi concorsi a livello internazionale (premio speciale della giuria al concorso Jean-Pierre Rampal, secondo premio (primo non assegnato) al concorso ARD di Monaco) nel 1995 è diventato primo flauto solista della Filarmonisches Staatorchester di Amburgo, l'anno successivo della Netherlands Radio Philharmonic Orchestra e quindi, nel 1997, dell'orchestra del Teatro alla Scala di Milano.
Attualmente è docente di flauto alla Hochschule für Musik di Stoccarda e presso l'Accademia Lorenzo Perosi di Biella.

## Discografia parziale
- 2015 – Davide Formisano, Phillip Moll, Portrait. Musiche francesi per flauto, , Deutsche Grammophon UPC 028948120420
- 2003 – D. Formisano, J.C. Gérard, F. Di Rosa, S. Azzolini, Ph. Moll, Famous Opera Melodies, , Preiser Records —Albany Music Distribution UPC 717281905169